# Eine
Die Eine ist ein knapp 40 Kilometer langer, linker Zufluss der Wipper im Harz, in Sachsen-Anhalt.

## Name
Der Fluss wird 1321 als Ena erstmals schriftlich erwähnt. Der ursprüngliche Name war wahrscheinlich eine Zusammensetzung aus der Endung -ach und dem ahd. Personennamen Ago (Genitiv Agin).

## Verlauf
Die Eine entspringt südöstlich von Harzgerode auf 420 m ü. NHN und fließt nördlich der Bundesstraße 242 bis Friedrichsrode in Richtung Osten. Sie biegt dann nach Nordosten in das Harzvorland ab und über Alterode, Welbsleben und Westdorf führt der Flusslauf nach Aschersleben. Südöstlich dieser Stadt mündet die Eine auf 93,8 m ü. NHN in die Wipper.
Die Eine war namensgebend für die Verwaltungsgemeinschaft Wipper-Eine, die vom 1. Januar 2005 bis zum 31. Dezember 2009 bestand.

## Zuflüsse
Die größten Zuflüsse zur Eine sind die Wiebeck, die Leine, die Schwennecke, die Mukarehne und der Langetalbach.
- Heinbergsbach (links)
- Steinbrücker Bach (links)
- Wiebeck (links)
- Leine (links)
- Tübbecke (rechts)
- Sandbach (rechts)
- Schwennecke (links)
- Mukarehne (links)
- Schloßgraben (rechts)
- Hengstbach (rechts)
- Langetalbach (links)